# Love, in Itself
Singles de Depeche Mode
Everything Counts
(1983) People Are People
(1984)
Pistes de Construction Time Again
More Than a Party
Love, in Itself est le neuvième single du groupe de new wave britannique Depeche Mode, sorti le 19 septembre 1983. C'est le dernier extrait de l'album Construction Time Again. Le single a atteint la 21e place du classement anglais des meilleures ventes de single.
Le single Love, in Itself contient trois versions de la chanson. Love, in Itself.2 est la version éditée de Love, in Itself.1. Love, in Itself.3 est quant à elle la version étendue disponible sur le vinyle 12". Love, in Itself.4 est une version a cappella comprenant du piano. La face B est Fools, tandis que Fools (Bigger) est la version longue Fools et a été composée par Alan Wilder.
L'air de la chanson est mélancolique tandis que les paroles parlent d'une personne se rendant compte que "l'amour seul n'est pas suffisant (Love's not enough, in itself). La signification est peut-être aussi liée directement au groupe qui a commencé à cette époque à développer des thèmes plus sombres et autres que l'amour.
Le clip musical de Love, in Itself a été réalisé par Clive Richardson. Tous les membres marchent dans une grotte et Martin Gore joue aussi de la guitare acoustique.

## Formats et liste des chansons
Vinyle 7"Mute/Bong4 (UK)
1. Love, in Itself.2 – 4:00
2. Fools – 4:14

Vinyle 12"Mute/12Bong4 (UK)
1. Love, in Itself.3 – 7:15
2. Fools (Bigger) – 7:39
3. Love, in Itself.4 – 4:38

L12"Mute/L12Bong4 (UK)
1. Love In Itself.2 – 4:00
2. Just Can't Get Enough (live)1 – 5:35
3. A Photograph of You (live)1 – 3:21
4. Shout! (live)1 – 4:39
5. Photographic (live)1 – 3:56

CDMute/CDBong4 (UK)2
1. Love, in Itself.2 – 4:00
2. Fools – 4:14
3. Love, in Itself.3 – 7:15
4. Fools (Bigger) – 7:39
5. Love, in Itself.4 – 4:38

Notes
- 1:Les versions live ont été enregistrées le 25 octobre 1982 au Hammersmith Odeon de Londres.
- 2:Ce CD single est sorti en 1991 dans le cadre d'une compilations de singles.
- Everything Counts et A Photograph of You sont écrits par Martin Gore
- Fools est de Alan Wilder
- Just Can't Get Enough, Photographic, et Shout! sont l'œuvre de Vince Clarke.